# Папандреу, Антония
Антони́я Папандре́у-Саппа́ппола (греч. Αντωνία Παπανδρέου, англ. Antonia Papandreou-Suppappola) — греко-американский учёный в области электротехники и инженер, профессор департамента электротехники, компьютерной инженерии и техники энергетических систем Инженерной школы имени Айры А. Фултон Университета штата Аризона. Член Института инженеров электротехники и электроники (2013).
h-индекс = 25, процитирована > 2 235 раз.

## Биография

### Образование
Род-Айлендский университет (бакалавр электротехники, 1989; магистр электротехники, 1991; доктор философии в области электротехники, 1995).

### Карьера
1999—н. в.: ассистент-профессор (1999—2008), профессор (2008—н. в.) департамента электротехники, компьютерной инженерии и техники энергетических систем Инженерной школы имени Айры А. Фултон Университета штата Аризона.
Автор многочисленных научных статей.

## Сфера научных интересов
Обработка сигналов, нестационарные сигналы, системы с изменяющимися во времени параметрами.

## Награды и премии
- 1993—1994 — стипендия от Фонда Фулбрайта[5]
- 2002 — CAREER Award от Национального научного фонда
- 2003 — IEEE Phoenix Section Outstanding Faculty for Research Award
- 2005 — Fulton School of Engineering Teaching Excellence Award
- 2008 — IEEE Phoenix Section Society Research Award
- 2009 — Top 5 % of Fulton School of Engineering Teachers Teaching Excellence Award
- 2010 — Bob Owens Memorial Best Paper Award
- 2013 — Fulton School of Engineering Award
- 2014 — Fulton Exemplar Faculty Award
- 2014 — Doctoral Research Award[1]